# 小川 (富山県)

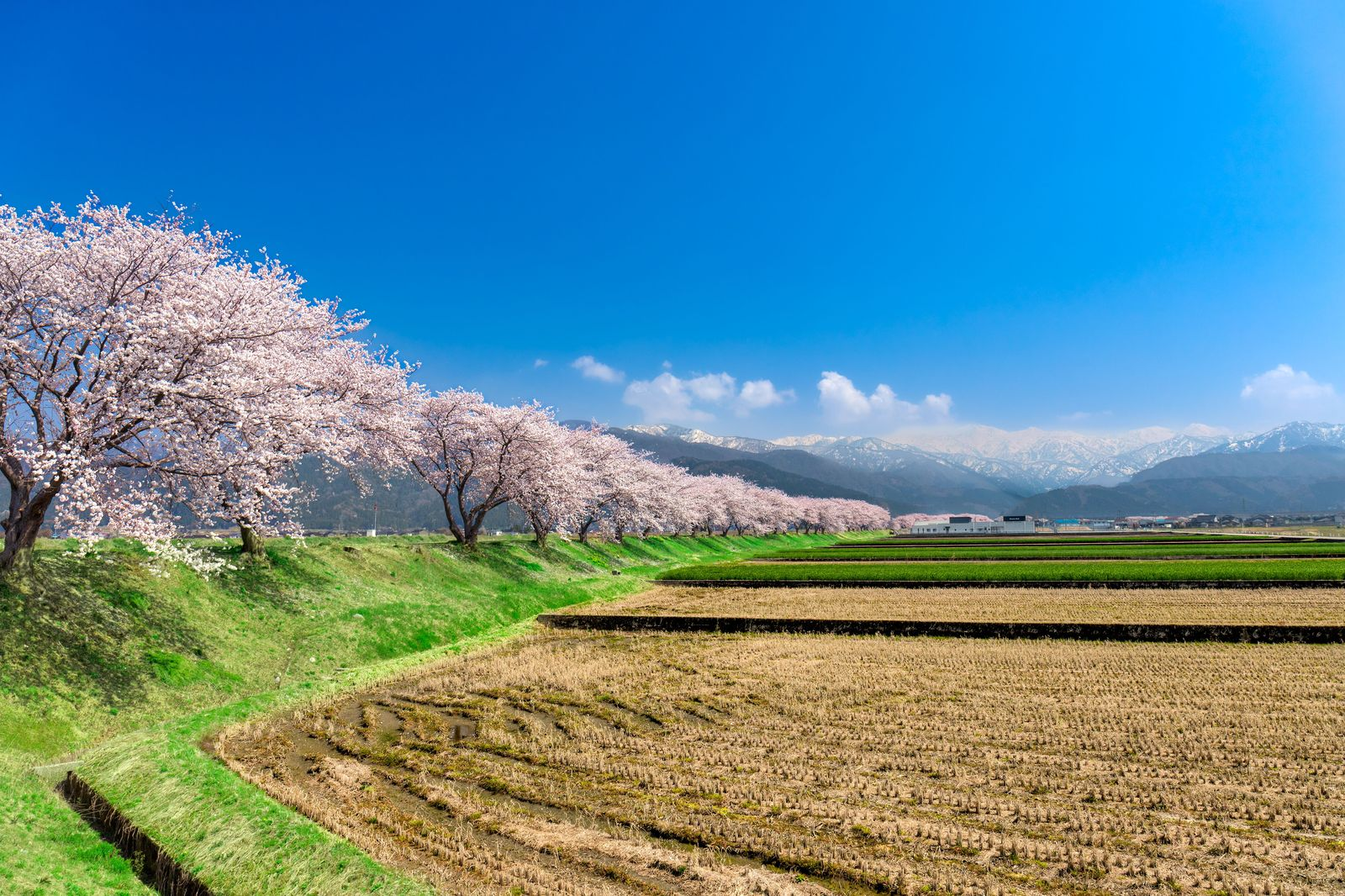
小川河川敷の桜

小川（おがわ）は、富山県下新川郡の主に朝日町を流れる二級河川である。

## 地理
富山県下新川郡朝日町山崎にある定倉山（標高1,406m）に源を発し北西に流れる。上流はV字谷を流れ、中流に入ると谷底平野が見られる。下流域では黒部川とともに扇状地を形成し、農地が広がる。朝日町の田野を流れ、下新川郡入善町と朝日町の境界から日本海へ注ぐ。

## 地質
上流域は古代の火成岩の地質が見られる。その他は、主に堆積岩で形成される。

## 治水
昔から豪雨や台風などによる河川の氾濫が相次いでいるため、その度に河川の改修が行われている。

## 流域の自治体
富山県
下新川郡朝日町、入善町

## 支流
- 山合川
- 舟川

## 河川施設
- 朝日小川ダム（富山県下新川郡朝日町山崎/朝日町蛭谷）

## 流域の観光地
- 小川温泉（富山県下新川郡朝日町山崎）